# Blood & Lemonade
Blood & Lemonade è il quinto album in studio del gruppo pop punk statunitense American Hi-Fi, pubblicato nel 2014.

## Tracce
1. Armageddon Days – 3:41
2. Golden State – 3:01
3. Coma – 2:50
4. Wake Up – 3:18
5. Allison – 3:38
6. Amnesia – 3:44
7. Killing Time – 3:18
8. Carry the Sorrow – 2:49
9. Portland – 3:39
10. No Ordinary Life – 4:22

## Formazione
- Stacy Jones – voce, chitarra
- Jamie Arentzen – chitarra, cori
- Drew Parsons – basso, cori
- Brian Nolan – batteria, percussioni